# 吉爾斯維爾 (喬治亞州)
吉爾斯維爾（英語：Gillsville）是一個位於美国喬治亞州班克斯縣與霍爾縣的城市。

## 地理
吉爾斯維爾的座標為34°18′33″N 83°38′08″W / 34.30917°N 83.63556°W，而該地的平均海拔高度為287米（即942英尺）。

## 人口
根據2010年美國人口普查的數據，吉爾斯維爾的面積為2.90平方千米，當中陸地面積為2.90平方千米，而水域面積為2.90平方千米。當地共有人口235人，而人口密度為每平方千米287人。